# Wyżyna Samoszu
Wyżyna Samoszu (541.1, rum. Podișul Someșului) – makroregion fizycznogeograficzny Wyżyny Transylwańskiej w centralnej Rumunii (Siedmiogród). 
Wyżyna Samoszu stanowi północne zakończenie Wyżyny Transylwańskiej. Rozciąga się między górami Gutyńskimi, Cybleskimi i Rodniańskimi na północnym wschodzie a Górami Zachodniorumuńskimi na południowym zachodzie. Na południu przechodzi w Równinę Transylwańską, na północy opada w Wielką Nizinę Węgierską. Wyżynę przecina dolina Samoszu. 
Wyżyna Samoszu stanowi zespół wzgórz, wysoczyzn i kotlin. W północnej części leżą: 
- wzgórza Codru (Lespezi, 578 m n.p.m.),
- Kotlina Baia Mare,
- wzgórza Prisnel (Prisnel, 662 m n.p.m.),
- wzgórza Preluca (Preluca, 811 m n.p.m.),
- Kotlina Lapuș,
- wzgórza Breaza (Breaza, 974 m n.p.m.).

Ta część regionu jest zbudowana z łupków krystalicznych, fliszu karpackiego oraz osadów morskich dolnego i środkowego miocenu, a także z wapieni eoceńskich. 
Południową część regionu zajmuje właściwa Wyżyna Samoszu. Ma budowę monoklinalną. Jest złożona z mioceńskich iłów, margli, piaskowców i zlepieńców z wkładkami tufów wulkanicznych. Warstwy te zapadają się w kierunku południowo-wschodnim pod kątem 5-15°. Różna odporność warstw na erozję spowodowała powstanie kuest. Wysokości względne sięgają 200 m. 
W obrębie Wyżyny Samoszu występują urodzajne gleby brunatne i czarnoziemy, dzięki którym rozwinęło się intensywne rolnictwo, a wyżyna została gęsto zaludniona. W części zachodniej występują bogate złoża lignitu. Na granicy Wyżyny Samoszu i Gór Zachodniorumuńskich leży wielkie miasto Kluż, na północnym skraju Kotliny Baia Mare – miasto Baia Mare, a na wschodnim krańcu, u zbiegu obu Samoszów – zabytkowe miasto Dej. 